# Jone
Jone és una obra dramaticomusical en quatre actes composta el 1857 per Errico Petrella sobre un llibret en italià de Giovanni Peruzzini, basat en Els últims dies de Pompeia d'Edwar Georges Bulwer-Lytton. Es va estrenar el 26 de gener de 1858 al La Scala.

## Representacions
L'estrena al teatre La Scala de Milà fou un èxit immediat, que aviat va arribar a altres països. Es va representar en molts teatres d'Itàlia, d'Espanya i de llocs tan llunyans com ara Austràlia (Melbourne), Egipte (Alexandria), Àsia (Calcuta, Jakarta, Manila) i Amèrica del Sud (Santiago de Xile i Lima), totalitzant unes 600 representacions. No es va representar mai ni a França ni a Alemanya, mentre que a Londres i a Viena només se'n va fer una única producció. Es va produir al llarg d'uns 50 anys, fins a la representació de Palermo de 1924. Es va representar un altre cop a Caracas, l'any 1981, en una representació que es va enregistrar en CD.
Es va representar per primer al Gran Teatre del Liceu el 3 d'octubre de 1863, sota la direcció de Giovanni Bottesini, amb la soprano francesa Pauline Colson en el paper principal.

## Personatges i intèrprets de l'estrena
| Paper     | Intèrpret           |
| --------- | ------------------- |
| Arbace    | Giovanni Guicciardi |
| Jone      | Augusta Albertini   |
| Glauco    | Carlo Negrini       |
| Nidia     | Carmelina Poch      |
| Burbo     | Annibale Biacchi    |
| Sallustio | Giuseppe Bernasconi |
| Clodio    | Carlo Baucardé      |
| Dirce     | Linda Fiorio        |